# Carl Lewis
Frederick Carlton "Carl" Lewis, född 1 juli 1961 i Birmingham, Alabama, är en amerikansk före detta friidrottare, sprinter och längdhoppare som tävlade för Santa Monica Track Club i Kalifornien. Lewis anses vara en av historiens absolut främsta idrottsmän oavsett idrott. Han vann 9 OS-guld och 8 VM-guld under sin karriär.

## Biografi
Lewis föddes i Birmingham i Alabama. När Lewis var två år (1963) flyttade familjen till Willingboro i New Jersey, nära Philadelphia, där han tillbringade resten av sin barndom.
Carl Lewis slog igenom på allvar 1983 i VM i Helsingfors när han vann 3 guld: 100 meter, längdhopp och stafett 4×100 meter. Året efter under OS i Los Angeles kopierade han legendaren Jesse Owens bravad från OS 1936 då han vann hela 4 guld: 100 och 200 meter, längdhopp och stafett 4×100 meter.
1985-88 fick han på 100 meter finna sig i att stå i skuggan av kanadensaren Ben Johnson men efter att denna diskats för dopning efter OS-finalen 1988 fick Lewis guldet istället samt världsrekordet (9,92). I efterhand fick han även guldet på 100 meter i VM 1987 sedan Johnson erkänt långvarigt dopingmissbruk. I VM 1991 satte Lewis världsrekord på 100 meter (9,86) och i stafett 4×100 meter Lewis verkliga paradgren var emellertid längdhopp. Han var obesegrad i 66 raka tävlingar under 10 års tid (1981-91), och vann 4 raka OS-guld i grenen (1984-96). Han fick emellertid aldrig slå  Bob Beamons klassiska rekord (8,90) från OS 1968. Trots mängder av hopp över 8,50 för Lewis under 80-talet gällde hans 8,79 från 1983 (Indianapolis) ännu som personligt rekord inför VM i Tokyo 1991. I finalen hade Lewis tre hopp över 8,80, varav ett på 8,91 (dock i för stark medvind för att det skulle gälla som rekord) men blev ändå besegrad av landsmannen Mike Powell som hoppade 8,95 vilket fortfarande gäller som världsrekord. Lewis övriga två hopp i finalen över 8,80 mätte 8,83 och 8,87, båda i godkänd vind, det sistnämnda i motvind 0,2 m/s.
Carl Lewis testades positivt för dopning tre gånger (efedrin, pseudoefedrin och fenylpropanolamin som finns i hostmediciner) inför OS i Seoul 1988 enligt doktor Wade Exum. Efter sin aktiva karriär medgav Carl Lewis att han använt sig av otillåtna preparat. Den aktuella substansen hade dock enligt Arne Ljungqvist endast inneburit en varning.

## Rekord

### Världsrekord, 100 meter
| Tid  | Vind     | Stad, datum              | Varaktighet                                                           |
| ---- | -------- | ------------------------ | --------------------------------------------------------------------- |
| 9,93 | +1,0 m/s | Rom, 30 augusti 1987     | (I efterhand 1987-1988 efter att Ben Johnsons noteringar annullerats) |
| 9,92 | +1,1 m/s | Seoul, 24 september 1988 | 1988-1991 (förbättrat av Leroy Burrell till 9,90)                     |
| 9,86 | +1,2 m/s | Tokyo, 25 augusti 1991   | 1991-1994 (förbättrat av Leroy Burrell till 9,85)                     |

### Världsrekord, 4×100 meter (för USA)
| Tid   | Lagmedlemmar                     | Stad, datum                  | Varaktighet                                                               |
| ----- | -------------------------------- | ---------------------------- | ------------------------------------------------------------------------- |
| 37,86 | King, Gault, Smith & Lewis       | Helsingfors, 10 augusti 1983 | 21/8 1983 - 11/8 1984                                                     |
| 37,83 | Graddy, Brown, Smith & Lewis     | Los Angeles, 11 augusti 1984 | 11/8 1984 - 1/9 1990 (förbättrat av Frankrike i EM 1990 till 37,79)       |
| 37,67 | Marsh, Lewis, Burrell & Mitchell | Zürich, 7 augusti 1991       | 7/8 1991 - 1/9 1991                                                       |
| 37,50 | Lewis, Cason, Mitchell & Burrell | Tokyo, 1 september 1991      | 1/9 1991 - 8/8 1992                                                       |
| 37,40 | Marsh, Burrell, Mitchell & Lewis | Barcelona, 8 augusti 1992    | 8/8 1992- tangerat av USA (Drummond, Cason, Mitchell & Burrell) 21/8 1993 |

### Världsrekord, 4×200 meter (för Santa Monica Track Club)
| Tid     | Lagmedlemmar                    | Stad, datum                 | Varaktighet                  |
| ------- | ------------------------------- | --------------------------- | ---------------------------- |
| 1.19,38 | Everett, Burrell, Heard & Lewis | Koblenz, 23 augusti 1989    | 1989-08-23 - 1992-04-24      |
| 1.19,11 | Marsh, Burrell, Heard & Lewis   | Philadelphia, 25 april 1992 | 1992-04-25 - 1994-04-16      |
| 1.18,68 | Marsh, Burrell, Heard & Lewis   | Walnut Creek, 17 april 1994 | 1994-04-17 - idag (gällande) |

### Personliga rekord
| Gren      | Resultat | Vind     | Stad, datum                | Anmärkning              |
| --------- | -------- | -------- | -------------------------- | ----------------------- |
| 100 meter | 9,86     | +1,2 m/s | Tokyo, 25 augusti 1991     | WR 1991-1994            |
| 200 meter | 19,75    | +1,5 m/s | Indianapolis, 19 juni 1983 | Nationsrekord 1983-1992 |
| Längdhopp | 8,87     | -0,2 m/s | Tokyo, 30 augusti 1991     |                         |

#### Bättre resultat i för stark medvind
| Gren      | Resultat | Vind     | Stad, datum            | Anmärkning                                                            |
| --------- | -------- | -------- | ---------------------- | --------------------------------------------------------------------- |
| 100 meter | 9,78     | +5,2 m/s | 16 juli 1988           | Världens då snabbaste notering genom tiderna                          |
| 100 meter | 9,80     | +4,3 m/s | Tokyo, 25 augusti 1991 | Världens då tredje snabbaste notering genom tiderna                   |
| Längdhopp | 8,91     | +2,3 m/s | Tokyo, 30 augusti 1991 | Världens då längsta hopp, alla kategorier (slogs samma dag av Powell) |

## Övrigt
- Lewis tillsammans med Usain Bolt är de enda som tagit två olympiska guld på raken på 100 m.
- Lewis har en lillasyster som tävlade i längdhopp och tog brons under VM i Helsingfors 1983 samt deltagit i de olympiska spelen 1984 och 1988: Carol Lewis
- Lewis mor Evelyn Lawler tävlade i de olympiska spelen 1952 i Helsingfors i grenen 80 m häck.
- Formel 1-stjärnan Lewis Hamilton föddes några månader efter succén i de olympiska spelen 1984 och fick sitt namn från Carl Lewis.
- Carl Lewis är vegan och har så varit sedan 1990. Han har också öppet sagt att många av hans framgångar beror på hans veganska diet.[8][9]